# Karate na Igrzyskach Afrykańskich 2019
Karate na Igrzyskach Afrykańskich 2019 zawody odbyły się w dniach 24–26 sierpnia 2019 roku w Palais des Sports - Complexe Sportif Prince Moulay Abdellah położonym w Rabacie.

## Podsumowanie

### Klasyfikacja medalowa
| Klasyfikacja medalowa | Klasyfikacja medalowa | Klasyfikacja medalowa | Klasyfikacja medalowa | Klasyfikacja medalowa | Klasyfikacja medalowa |
| Miejsce               | państwo               | Złoto                 | Srebro                | Brąz                  | Razem                 |
| --------------------- | --------------------- | --------------------- | --------------------- | --------------------- | --------------------- |
| 1                     | Maroko                | 9                     | 4                     | 2                     | 15                    |
| 2                     | Egipt                 | 2                     | 8                     | 4                     | 14                    |
| 3                     | Algieria              | 2                     | 2                     | 9                     | 13                    |
| 4                     | Tunezja               | 2                     | 1                     | 1                     | 4                     |
| 5                     | Kamerun               | 1                     | 0                     | 4                     | 5                     |
| 6                     | Kongo                 | 0                     | 1                     | 1                     | 2                     |
| 7                     | Botswana              | 0                     | 0                     | 4                     | 4                     |
| 8                     | Senegal               | 0                     | 0                     | 3                     | 3                     |
| 9                     | Benin                 | 0                     | 0                     | 1                     | 1                     |
| 10                    | Burkina Faso          | 0                     | 0                     | 1                     | 1                     |
| 11                    | Gabon                 | 0                     | 0                     | 1                     | 1                     |
| 12                    | Nigeria               | 0                     | 0                     | 1                     | 1                     |
| Razem                 | Razem                 | 16                    | 16                    | 32                    | 64                    |

### Medaliści
| Konkurencja         | 1. miejsce             | 2. miejsce                     | 3. miejsce                                        |           |
| Mężczyźni           | Mężczyźni              | Mężczyźni                      | Mężczyźni                                         | Mężczyźni |
| ------------------- | ---------------------- | ------------------------------ | ------------------------------------------------- | --------- |
| Kata indywidualnie  | Mohammed El Hanni      | Ahmed Shawky                   | Ofentse Bakwadi Abdelhakim Haoua                  |           |
| Kata drużynowo      | Maroko                 | Egipt                          | Botswana Algieria                                 |           |
| Kumite do 60kg      | Malek Salama           | Abdesslam Ameknassi            | Nader Azzouzi Fallou Beye                         |           |
| Kumite do 67kg      | Abderrahmmane Eddaqaq  | Mohamed Bouakel                | Jean Marc Kollo Ndzomo Aly Ismail                 |           |
| Kumite do 75kg      | Etienne Nonani Bayomog | Abdalla Abdelaziz              | Nguema Marie Yassine Sekouri                      |           |
| Kumite do 84kg      | Thamer Slimani         | Nabil Ech-chaabi               | Anis Brahimi Abdou Cisse                          |           |
| Kumite powyżej 84kg | Achraf Ouchene         | Houcine Daikhi                 | Hope Adele Taha Mahmoud                           |           |
| Kumite drużynowo    | Algieria               | Maroko                         | Botswana Egipt                                    |           |
| Kobiety             |                        |                                |                                                   |           |
| Kata indywidualnie  | Sanae Agalmam          | Sarah Sayed                    | Manel Kamilia Hadj Said Akele Akele               |           |
| Kata drużynowo      | Maroko                 | Egipt                          | Algieria Botswana                                 |           |
| Kumite do 50kg      | Aicha Sayah            | Sayed Radwa                    | Imane Taleb Diabate Pembe Fatoumata               |           |
| Kumite do 55kg      | Yassmin Attia          | Khawla Ouhammad                | Oceanne Mylene Ganiero Widad Draou                |           |
| Kumite do 61kg      | Chaima Midi            | Bouthaina Hasnaoui Ep Lomonaco | Giana Lotfy Ibtissam Sadini                       |           |
| Kumite do 68kg      | Nisrin Brouk           | Feryal Abdelaziz               | Blandine Ghislaine Angana Mendo Lamya Matoub      |           |
| Kumite powyżej 68kg | Chehinez Jemi          | Menna Okila                    | Gloria Rachel Noela Guissou Ogandoa Nsioma Stella |           |
| Kumite drużynowo    | Maroko                 | Kongo                          | Algieria Senegal                                  |           |